# Azusa Yamauchi
Azusa Yamauchi (jap. 山内梓; ur. 11 września 1998) – japońska łuczniczka, olimpijka z Tokio 2020.

## Wyniki
| Impreza   | Rok | Miejsce | Konkurencja | Pozycja |                      |      |       |               |     |
| --------- | --- | ------- | ----------- | ------- | -------------------- | ---- | ----- | ------------- | --- |
| Impreza   | Rok | Miejsce | Konkurencja | Pozycja | Igrzyska olimpijskie | 2020 | Tokio | indywidualnie | 17. |
| drużynowo | 5.  |         |             |         | Igrzyska olimpijskie | 2020 | Tokio |               |     |
| mikst     | 9.  |         |             |         | Igrzyska olimpijskie | 2020 | Tokio |               |     |